# Bomolocha turalis
Bomolocha turalis là một loài bướm đêm trong họ Noctuidae.